# アンの夢の家

『アンの夢の家』（アンのゆめのいえ、原題：Anne's House of Dreams）は、カナダの作家L・M・モンゴメリが1917年に発表した『赤毛のアン』シリーズの第5作にあたる長編小説。前作の『アンの幸福』において、3年間のサマーサイド高校校長としての婚約時代を終えたアンとギルバートは晴れて結婚し、フォア・ウィンズという港村で所帯を持つ。そこで新たな隣人たちとの交流や、誕生と死を経験する。執筆順としては、第3作にあたる『アンの愛情』の次に書かれているため、時系列的に前作にあたる第4作『アンの幸福』でのレベッカ・デューなどの新登場人物は現れない。アンの25～27歳時を描いている。なお、アン・シリーズでは初めて電話が登場した。

## あらすじ
アンはギルバートとグリーン・ゲイブルズで結婚式を挙げた。ギルバートは親戚のデイブ医師が引退するのに伴い、フォア・ウィンズ港のグレン・セントメアリ村で医師として開業する事になったのであった。ギルバートは小さな家を借りてきたが、それはアンの嗜好にぴったりした素晴らしい家であり、「夢の家」と名づけられた。アンは岬の灯台守のジム船長、近所のミス・コーネリアとマーシャル・エリオットなどの「ヨセフを知る一族」の人々と出会い、夢の家での生活を非常に気に入る。また、隣人の少女のようなレスリー・ムアと知り合った。彼女は、記憶を失って人事不省になっている、意に染まない結婚相手である夫を10年以上も面倒を見てきていた。レスリーもやがてアンに心を開いていく。ジム船長はそれまでの航海の手記である生活日誌を持っており、出版されるのが夢であった。アンはポールに頼みたかったが果たせず、代わりにミス・コーデリアの仲介でレスリーの家に下宿したオーウェンが船長の望みを叶えることになる。アンはやがて最初の子供を身篭るが、生まれてきた女の子はすぐに死んでしまい、アンは悲しみに暮れる。しかし翌年にジェムが無事に産まれた。そんな中、ギルバートはディック・ムアの症状を調べており、手術で回復の可能性があり、それをレスリーに告げるのは義務だと考えた。アンの反対にもかかわらず、レスリーはそれを伝えられ、手術を受けさせる決心をした。誰もが反対した手術だが、成功し、実はディックだと思われていたのは従兄弟のジョージだったということが判明した。ディックはすでに死亡したのだとジョージに告げられる。自由の身となったレスリーは、オーウェンとの愛を成就させる。やがてアンとギルバートは手狭になった夢の家に別れを告げる。

## 登場人物

### ブライス家
アン・ブライス
本編の主人公。細身の長身で、灰色の眼をした女性。主婦となり、アヴォンリーのグリーンゲイブルズへは正式に別れを告げ、新しい生活をギルバートと始める。多くの「ヨセフを知る一族」（空想豊かなアンの同類）と出会い、隣人にも恵まれる。今作では二度の出産を経験した。
ギルバート・ブライス
レドモンド大学の医科を終え、医者として第一歩を踏み出すと共に、14年越しの念願であったアンを花嫁とした。その熱心さから、早くも村の人々に信頼されつつある。夫婦共に保守党と長老派を支持している。
ジョイス・ブライス
1892年生まれ。アンとギルバートの最初の子供で、長女。彼女は誕生してすぐに死んでしまい、アンに深い悲しみを与えた。
ジェイムズ・マシュウ・ブライス
1893年生まれ。ジョイスの死後1年目に生まれたアンとギルバートの2番目の子供で、長男。ジム船長と、アンを引き取ってくれた兄妹の兄であるマシュウ・カスバートから名づけられた。
スーザン・ベイカー
アンの妊娠のために、一時的な雑役女中としてブライス家が雇った、中年の独身女性。アンを尊敬している。結局、ブライス家の女中としてずっと家族の一員となる。

### アヴォンリーの人々
マリラ・カスバート
かつてアンを引き取った兄妹の妹。アンをいつの間にか娘として愛してしまっており、アンを暖かく見守る。最初のクリスマス及び出産に夢の家へやってくる。
リンドのおばさん（レイチェル・リンド夫人）
夫の死後、第2作の最後に親友のマリラと同居する事になった老女。今ではアンの最大の理解者の一人。
デイビー、ドーラ
マリラが引き取った遠縁の双子。15歳になり、デイビーは婚約している。共にクリスマスに夢の家へやってくる。
ダイアナ・ライト（旧姓バーリー）
アンの最初にして最高の親友。結婚して今ではフレッドJr.とアン・コーデリアという2人の子供がいる。
ハーモン・アンドリュースの小母さん
アヴォンリーのうるさがた。
ハリソン夫妻、アラン先生夫妻、ミス・ラベンダー、シャーロッタ4世（レオノーラ）
第2作『アンの青春』より登場した人々。ハリソン夫妻以外は今はアヴォンリーを離れている。
ポール
第2作での、アンのアヴォンリーでの先生時代の教え子。アンの同類で、想像を楽しむ事ができる。文学的才能がある。ミス・ラベンダーと父が再婚して共に住んでいる。
ジェーン・イングリス夫人（旧姓アンドリュース）
クイーン学院時代からのアンやプリシラ、ステラの親友。大富豪と結婚して幸せな生活を送っている。アンの結婚式に駆けつける。
フィリッパ・ゴードン、ジョー牧師
フィリッパはアンのレドモンド時代の同居人で、親友の一人。アンを崇拝している、裕福な家庭の美しい婦人だが、真実の愛に目覚めて、ジョー牧師と結婚している。

### グレン・セント･メアリー村
ジム・ボイド船長
本作のキーパーソンの一人。「ヨセフを知る一族」（空想やユーモアを楽しめる人で、アンの同類）の一員。フォア・ウィンズ岬の灯台守をしている老人。趣味のヴァイオリンでは、かなりの腕前を持つ。5年前まで船に乗っており、その時の手記をジム船長の生活手帳と名づけ、甥に読んで楽しませている。しかし、できたらそれを出版したいという夢を持っていた。かつてジム船長が慕っていた「先生の奥さん」の孫に当たるオーウェン・フォードとの幸運な出会いで、その夢は死の直前に叶えられる。かつて、13年前に異国で人事不省になっていたディック・ムアを見つけ、連れ帰ってきた。
ミス・コーネリア・ブライアント
独身の中年女性。男嫌いで、メソジスト派を蛇蝎のように嫌っている。保守党派で、長老派教会を熱烈に支持している。「男のやりそうなことじゃないですか」が口癖。親切で洞察力が鋭い。マーシャル・エリオットと後に結婚する。
マーシャル・エリオット
50代だが、体格が良い。ヨセフを知る一族。熱烈な自由党支持で、15年前に政権を取るまで髭を剃らないと宣言したために、自由党が政権を取っていない現在では、髭が伸ばしっぱなしになっている。30年前からミス・コーネリアに求婚していたが、髭が理由で断られていた。自由党が政権を取ったために、髭を剃った。そのため、ミス・コーネリアも結婚を承諾した。長老派教会を支持している。
レスリー・ムーア
28歳ながら、少女にしか見えない。人事不省に陥っているディックの面倒を見ながら、暗い人生を送っていた。ディック・ムアを手術させるという手段がある、と告げたギルバートの提案に従い、ディックの記憶を取り戻すために手術を受けさせた。一夏を下宿したオーウェン・フォードと恋に落ち、後にディック・ムアの正体が分かった後に結婚する。
ディック・ムーア
16年前にレスリーに惚れ、レスリーを手に入れるために未亡人となっていたレスリーの母の債権を手に入れ、土地を流すと脅して母親思いのレスリーを手に入れた。しかし、一箇所にとどまる事ができない性格で、従兄弟のジョージと航海に出て、久しく戻らなかった。13年前にジム船長が異国で人事不省になっているディックを連れて帰り、以後、大きな子供のようにレスリーに世話を受けている。しかし、本当は13年前に死亡していた。
ジョージ・ムーア
ディックの従兄弟。かつて共に航海に出かけた。非常に見た目が似通っており、特に共に左右で目の色が違うという特徴のためにジム船長に勘違いされて、ディックとして連れて帰って来られた。ギルバートの提案で手術を受けて記憶が戻り、ディックが死亡していることを告げる。後に実家に帰り、長い事帰りを待っていた女性と結婚する。
デビッド・ブライス医師夫妻
ギルバートの親戚で、老年になったために引退する事になり、ギルバートを後継者として招く。

### その他
オーウェン・フォード
一夏をアヴォンリーで過ごすためにやってきた、売れている作家。ミス・コーデリアの仲介でレスリーの家に下宿し、恋に落ちる。ジム船長の生活日誌に夢中になり、それを編集して出版した。その後グレン・セント村を再び訪れ、レスリーと結婚する。

### かつての夢の家の住人
学校の先生夫妻
アンの夢の家にかつて住んでいた夫婦。ジム船長は特に先生の奥さんを崇拝していた。後に引越していった。
エリザベス・ラッセル
アンの夢の家の前の住人で、ジム船長とは親しい間柄であった。独身のまま死に、その後にアンとギルバートが住む事になる。